# Joseph Campanella
Joseph Anthony Campanella (New York, 21 novembre 1924 – Sherman Oaks, 16 maggio 2018) è stato un attore statunitense.

## Biografia
A partire dal 1955 vanta circa 200 interpretazioni, tra film e serie televisive e film per il grande schermo. Di origini siciliane, nei primi anni della sua carriera partecipò a diverse serie televisive, tra le quali La città in controluce, Gli intoccabili, I sentieri del west, F.B.I., Missione Impossibile e altre. Tra il 1969 ed il 1972 interpretò il ruolo di Brian Darrell nella serie The Bold Ones: The Lawyers e, contestualmente, dal 1967 al 1972, recitò nel telefilm Mannix. Comparve anche in diversi episodi di Ironside, Giorno per giorno, Quincy, Love Boat e decine di altre serie. Nella stagione 1985-1986 interpretò I Colby. 
La sua prima apparizione cinematografica, in un ruolo non accreditato, risale al 1960 nel film Sindacato assassini. Tra gli altri suoi film, da ricordare Il massacro del giorno di San Valentino (1967), Meteor (1979) e Prigionieri della Terra (1981). Anche nei primi anni novanta comparve frequentemente sul grande schermo con Passione fatale (1990), Quando la vendetta ha 4 braccia! (1990), Prova di forza (1990), Café Romeo (1992). 
Fu attivo anche nell'attività di doppiaggio di cartoni animati, Spider-Man su tutti, prestando la voce al Dr. Lizard/Curt Connors in diversi episodi tra il 1994 e il 1997. Nel 1998 apparve nella serie The Practice - Professione avvocati, mentre nel biennio 2000-2001 fu nella serie Così è la vita. Tra il 1996 e il 2005 interpretò Jonathan Young nella soap di culto Beautiful. Campanella è morto nel maggio 2018, all'età di 93 anni, per le complicazioni della malattia di Parkinson. 

## Filmografia parziale

### Cinema
- Sindacato assassini (Murder, Inc.), non accreditato, regia di Burt Balaban e Stuart Rosenberg (1960)
- Giovani amanti (The Young Lovers), regia di Samuel Goldwyn Jr. (1964)
- Il massacro del giorno di San Valentino (The St. Valentine's Day Massacre), regia di Roger Corman (1967)
- 2002: la seconda odissea (Silent Running), solo voce, non accreditato, regia di Douglas Trumbull (1972)
- L'ultima carica di Ben (Ben), regia di Phil Karlson (1972)
- Child Under a Leaf, regia di George Bloomfield (1974)
- Mission to Glory: A True Story, regia di Ken Kennedy (1977)
- Meteor, regia di Ronald Neame (1979)
- I violenti di Borrow Street (Defiance), accreditato come Joe Campanella, regia di John Flynn (1980)
- Hangar 18, regia di James L. Conway (1980)
- Prigionieri della Terra (Earthbound), regia di James L. Conway (1981)
- Veliki transport, regia di Veljko Bulajić (1983)
- Steele Justice, regia di Robert Boris (1987)
- The Game, regia di Cole S. McKay (1988)
- Quando la vendetta ha 4 braccia! (No Retreat, No Surrender 3: Blood Brothers), regia di Lucas Lowe (1990)
- Passione fatale (Body Chemistry), regia di Kristine Peterson (1990)
- Down the Drain, regia di Robert C. Hughes (1990)
- Prova di forza (A Show of Force), regia di Bruno Barreto (1990)
- Club Fed, regia di Nat Christian (1990)
- Pericolosamente Cindy (Last Call), regia di Jag Mundhra (1991)
- Cafe Romeo, accreditato come Joe Campanella, regia di Rex Bromfield (1992)
- Original Intent, video, accreditato come Joe Campanella, regia di Robert Marcarelli (1992)
- Space Case, regia di Howard R. Cohen (1992)
- Dead Girls Don't Tango, regia di John Carr (1992)
- Il mio amico ninja (Magic Kid), video, regia di Joseph Merhi (1993)
- The Force Within, regia di Richard E. Brooks (1993)
- Salvami! (Save Me), regia di Alan Roberts (1994)
- Too Bad About Jack, regia di John Carr (1994)
- Hologram Man, video, regia di Richard Pepin (1995)
- The Glass Cage, regia di Michael Schroeder (1996)
- James Dean: Live Fast, Die Young, regia di Mohammed Rustam (1997)
- Dust, regia di Joshua Malkin (1997)
- The Right Way, regia di George Taglianetti (1998)
- La leggenda di Orso che brucia (Grizzly Adams and the Legend of Dark Mountain), regia di John Huneck e David Sheldon (1999)
- The Showdown, cortometraggio, regia di Antony e Fulvio Sestito (2006)
- The Dukes, regia di Robert Davi (2007)
- The Legend of God's Gun, regia di Mike Bruce (2007)
- For Heaven's Sake, regia di Nat Christian (2008)
- Lost Dream, regia di Asif Ahmed (2009)

### Televisione
- The Nurses – serie TV, 31 episodi (1962-1965)
- Assistente sociale (East Side/West Side) – serie TV, 1 episodio 1x10 (1963)
- Il virginiano (The Virginian) – serie TV, 3 episodi (1963-1968)
- Missione segreta (Espionage) – serie TV, episodio 1x16 (1964)
- The Lieutenant – serie TV, episodio 1x25 (1964)
- La grande vallata (The Big Valley) – serie TV, episodio 2x06 (1966)
- I sentieri del west (The Road West) – serie TV, episodio 1x14 (1966)
- Shane – serie TV, episodio 1x06 (1966)
- Selvaggio west (The Wild Wild West) – serie TV, episodio 2x27 (1967)
- Capitan Nice (Captain Nice) – serie TV, episodio 1x15 (1967)
- Lancer – serie TV, episodio 1x26 (1969)
- I grandi eroi della Bibbia (Greatest Heroes of the Bible) – miniserie TV, 2 puntate (1978)
- La signora in giallo (Murder, She Wrote) – serie TV, episodi 2x10-3x20 (1985-1987)
- Il tempo della nostra vita (Days of Our Lives) – serie TV, 113 episodi (1987-1992)
- Dallas – serie TV, 3 episodi (1988-1989)
- La bella e la bestia (Beauty and the Beast) – serie TV, 3 episodi (1988-1989)
- California (Knots Landing) – serie TV, 3 episodi (1989-1991)
- Terrore al binario 9 (Terror on Track 9, regia di Robert Iscove – film TV (1992)
- Pacific Blue – serie TV, 3 episodi (1996-1997)
- Beautiful (The Bold and the Beautiful) – serie TV, 97 episodi (1996-2005)
- The Practice - Professione avvocati (The Practice) – serie TV, 5 episodi (1998-2001)
- Melrose Place – serie TV, 3 episodi (1999)
- Così è la vita (That's Life) – serie TV, 11 episodi (2000-2001)
- Star Trek: Voyager – serie TV, episodio 7x20 (2001)
- The Division – serie TV, un episodio (2002)
- Glow - La casa del mistero (The Glow), regia di Craig R. Baxley – film TV (2002)
- Cold Case - Delitti irrisolti - serie TV, episodio 2x2 (2004)
- CSI - Scena del crimine – serie TV, un episodio (2008)

## Doppiatori italiani
Nelle versioni in italiano delle opere in cui ha recitato, Joseph Campanella è stato doppiato da:
- Luciano De Ambrosis ne Il massacro del giorno di San Valentino
- Gino Pagnani in La signora in giallo (ep. 2x10)
- Walter Maestosi in La signora in giallo (ep. 3x20)
- Eligio Irato ne Il tempo della nostra vita
- Romano Ghini in La bella e la bestia
- Sergio Tedesco in Terrore al binario 9
- Vittorio Congia in Beautiful (1ª e 3ª voce)
- Sergio Fiorentini in Beautiful (2ª voce)
- Aldo Stella in Glow - La casa del mistero

Da doppiatore è sostituito da:
- Gianfranco Bellini in 2002: la seconda odissea